# Torre Flavia
Torre Flavia è una struttura militare di Ladispoli costruita in epoca medievale realizzata su una preesistente struttura di epoca romana (forse una villa), di cui si intravedevano ancora negli anni trenta, alcune strutture murarie nei giorni di bassa marea. Nel XVI secolo fu ristrutturata e potenziata dal cardinale Flavio Orsini, dal quale prende il nome. Oggi non é più visitabile all'interno in quanto danneggiata notevolmente.

## Storia
Torre Flavia è una struttura di avvistamento e di difesa costiera realizzata in epoca medievale, e faceva parte di un sistema di torri di avvistamento con altre torri del litorale laziale, tra cui torre Perla di Palidoro, torre Saracena a Santa Severa, la torre dei Castelli Odescalchi di Palo e Santa Marinella. Tra il 1568 e il 1581 fu fatta restaurare e potenziare dal cardinale Flavio Orsini, secondo un programma per difesa del litorale previsto dai papi Pio IV e Pio V.
Fino all'inizio del 1600 la torre non era armata di cannoni, infatti in un documento del 1603 si legge che il comandante Curzio Gallacci raccomandò vivamente di inviare alla torre " ... dui pezzo di arteglieria per guardia di detta tuore...". Nel 1631 la torre poteva invece vantare un notevole armamento consistente in "un falconetto di metallo porta di palla libre 4, due mortaletti, due moschetti, una spingarda ...".
Un secolo più tardi la torre fu oggetto di disputa di un'aspra contesa tra il Duca di Bracciano, al quale spettava l'amministrazione della torre, e la Camera Apostolica. Il duca intendeva trasferire nella Torre Flavia la guarnigione della Torre di Palo per trasformarla così nella sua residenza. La Camera Apostolica rifiutò e forse per ripicca ridusse il numero di soldati di presidio nella torre da 5 a 3.
Dai documenti risalenti all'800 testimoniano che in quel periodo la torre era difesa da due cannoni di calibro 12 e 3 fucili con baionette per i soldati. La torre era pavimentata con lastroni di peperino, i parapetti erano ancora in buono stato e vi era una fornacella per le segnalazioni.
I bombardamenti alleati del 1943 la danneggiarono gravemente distruggendo completamente i piani superiori rendendo la torre inutilizzabile (secondo altre fonti furono i tedeschi a cannoneggiarla da terra per evitare che facesse da punto di riferimento a un eventuale sbarco alleato a Nord di Roma). Ancora oggi sono ben visibili le aperture, simili a finestre, riservate ai cannoni.

## Descrizione
La torre presenta una base bassa e delineata da una cordonatura in calcare. Nei piani superiori vi era una scala in muratura che collegava i due piani i quali erano illuminati da piccole finestre rivestite di travertino. L'accesso alla torre si trovava al primo piano grazie l'ausilio di rampe di scale e solo in seguito si aprì una porta d'ingresso nella scarpa, in asse con quella originaria.
La muratura comprendeva un nucleo in cementizio rivestito da regolare cortina laterizia, rinforzata agli spigoli con blocchi di calcare travertinoso.
Della struttura rimangono diverse fotografie e piani della torre che testimoniano il suo aspetto prima del danneggiamento.

## Conservazione
Negli ultimi anni la torre ha subito una forte erosione dovuta all'alta marea, nonostante il posizionamento di una fila di frangiflutti posizionata negli anni settanta. Le 4 pareti originali si sono rotte in 8 tronconi che si stanno separando sempre di più, peggiorando lo stato di conservazione della struttura.